# Kirchwege
Die Kirchwege sind ein etwa 110 km langes Wanderwege-Netzwerk, das sich im Wesentlichen im mittleren Tal der Alz rund um Trostberg in Oberbayern befindet.

## Wanderwege-Netz
Die Kirchwege bilden ein Netzwerk weitgehend Auto- und Fahrrad-freier Fußwege. Es handelt sich vielmals um alte Pfade, Wiesen-, Feld- und Waldwege, die lange Jahre in Vergessenheit geraten waren und durch den Initiator des Projekts, Herrn Burkhard Schnell aus Trostberg, wiederentdeckt und wiederbelebt wurden. Um die Orientierung für Wanderer zu verbessern, wurde ein Teil des Wanderwege-Netzes bereits nach den Richtlinien des Wanderverbands Bayern markiert.

## Pflege durch Ehrenamtliche
Die Kirchwege werden durch den Alz-Ruperti-Wanderwege-Verein e.V. mit Sitz in Trostberg gepflegt. Der Verein bietet regelmäßig geführte Wanderungen auf den Kirchwegen an.